# Eagles
Eagles es una banda estadounidense de country rock y hard rock formada en Los Ángeles, California, EE. UU., en 1971. La banda se separó en 1980, volviéndose a juntar en 1994, tocando hasta 2016, tras la muerte de uno de los fundadores y vocalista, Glenn Frey. No obstante en 2017 volvieron a la actividad estando activos desde entonces. La banda cuenta con éxitos como la internacionalmente conocida “Hotel California” de 1976, "One of These Nights", "Desperado", "Tequila Sunrise", "New Kid in Town", "Take It Easy", "Take It To The Limit", "Heartache Tonight", entre otros.
Inicialmente su música era una mezcla entre country e instrumentación bluegrass con armonías de surf rock californiano. El resultado fueron baladas sensibles y música con cierto toque country y pop rock. Sus letras hablaban de coches, relaciones y vidas sin rumbo. Los inventores de este género fueron cantautores como Gram Parsons, Jackson Browne, J.D. Souther y Warren Zevon.
Eagles encajaron el espíritu del cantautor en el marco de una formación musical, con un marcado énfasis en los arreglos y en la maestría musical, y el sonido inicial del grupo llegó a ser sinónimo del country rock del sur de California. En álbumes posteriores, el grupo prescindió de la instrumentación bluegrass y se movió hacia un sonido claramente más roquero.
Con cinco sencillos y seis álbumes números uno, Eagles están entre los más destacados grupos de estudio de los años 1970. Al final del siglo XX, dos de sus álbumes, Their Greatest Hits (1971-1975) y Hotel California, quedaron clasificados entre los 20 álbumes superventas de EE. UU., según la RIAA estadounidense. Asimismo, según la revista Rolling Stone en 2004, el álbum Hotel California está clasificado entre los 500 mejores de todos los tiempos, y el grupo ocupa el número 75 en la lista de los 100 mayores artistas de todos los tiempos. Hasta la muerte de Michael Jackson en 2009, hecho que aumentó las ventas de su álbum Thriller, tenían en su haber el álbum más vendido de EE. UU.: Their Greatest Hits (1971-1975).
Eagles se separaron en 1980, pero volvieron a juntarse en 1994 para dar un concierto acústico, registrado en el álbum Hell Freezes Over, una mezcla de temas clásicos y nuevos. Han estado de gira desde entonces, y entraron en el Rock and Roll Hall of Fame en 1998. En 2001 fueron incluidos en el Salón de la Fama de los Grupos Vocales. En 2007, Eagles lanzó Long Road Out of Eden, su primer álbum de estudio, después de 28 años. Al año siguiente emprendieron la gira Long Road out of Eden Tour, que transcurrió en el año 2009 a través de Norteamérica y Europa. El primer concierto fue el 20 de marzo del 2008 en Londres, Inglaterra, y el último el 22 de julio de 2009 en Lisboa, Portugal, dando dos conciertos adicionales el 17 y 20 de abril de 2010 en Los Ángeles, California.

## Formación y primeras grabaciones

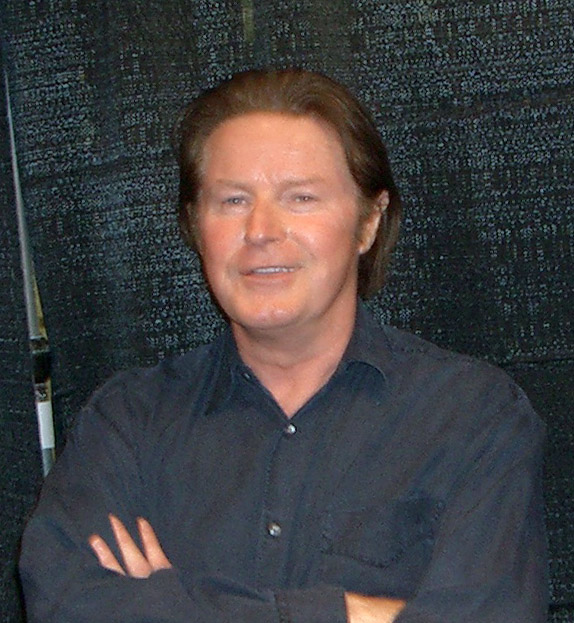
Don Henley en 2006.

Eagles se formó a principios de 1971, cuando Linda Ronstadt y su entonces mánager John Boylan contrataron como músicos de estudio a Don Henley y Glenn Frey. Don Henley se mudó desde Texas a Los Ángeles con su banda Shiloh, que estaba producida por Kenny Rogers. Glenn Frey viajó desde Míchigan, donde había formado Longbranch Pennywhistle.
Se encontraron en el club The Troubadour de Los Ángeles porque tenían la misma discográfica, Amos Records. Los dos se unieron a la banda de Linda Ronstadt para la gira del verano de 1971.
Posteriormente, Glen Frey y Don Henley participaron en la grabación del disco Linda Rondstadt.
Decidieron crear su propia banda y para ello invitaron a los músicos Bernie Leadon (guitarra, banjo, mandolina) y Randy Meisner (bajo) a participar en el proyecto. Randy Meisner había trabajado en la banda de Ricky Nelson; Bernie Leadon era un veterano de The Flying Burrito Brothers.
A ellos se les unieron posteriormente Don Felder (guitarra), Joe Walsh (guitarra y coros) y Timothy B. Schmit (bajo y coros).

### Eagles(1972)
El álbum de estreno homónimo del grupo fue grabado y lanzado rápidamente en junio de 1972. Con una mezcla de rock y country, entró directamente al puesto número 3 del top 40 con su primer sencillo, Take It Easy, tema compuesto por Glenn Frey y su amigo Jackson Browne. Browne había escrito los versos primero y tercero, así como el coro, pero su trabajo sobre la canción se había paralizado en "I'm standing on a corner in Winslow, Arizona". Frey añadió "It's a girl, my Lord, in a flatbed Ford". Browne finalizó la canción, que más adelante alcanzó el puesto 12 del Billboard Hot 100 y propulsó a Eagles al estrellato. El segundo sencillo extraído del álbum fue "Witchy woman", y el tercero, la balada de soft country "Peaceful easy feeling", los cuales alcanzaron los puestos 9 y 22, respectivamente.
Eagles debutó rescatando el sonido sureño, mezclándolo con un toque de guitarra y un suave toque de rock, con pinceladas de country y western.

### Desperado(1973)
Su segundo disco, Desperado, trata sobre viejos proscritos del Oeste, comparando su estilo de vida con el de las estrellas de la música actual; este fue el primer álbum conceptual del grupo. Durante las sesiones de grabación, Don Henley y Glenn Frey empezaron a componer juntos, firmando ocho de las once canciones del álbum, entre las que se encuentran dos de las más populares del grupo: «Tequila Sunrise» y «Desperado». Por su parte, las buenas capacidades del guitarrista Bernie Leadon con el banjo, guitarra y mandolina destacan en las canciones de bluegrass «Twenty-One», «Doolin' Dalton» y la balada «Saturday Night».
La historia del Viejo Oeste se dejó notar a través de la cuadrilla «Doolin-Dalton», cuya historia se cuenta en las canciones «Doolin-Dalton», «Bitter Creek» y «Desperado». Este trabajo resultó menos popular que el primero, alcanzando el puesto 41 en EE. UU. y solo dos sencillos en listas, «Tequila Sunrise» y «Outlaw Man» (puestos 61 y 59 de la Billboard).
El disco supuso un cambio significativo para el grupo. El trabajo conjunto de Henley y Frey en la mayor parte de las canciones fue el inicio de una colaboración que continuó en los siguientes años y que alejó a Leadon y Meisner del liderazgo del grupo.

### On the Border(1974)
Para el siguiente álbum del grupo, Henley y Frey quisieron que la banda se apartase del estilo country para acercarse más hacia el rock duro. Al principio, Eagles comenzó la producción del álbum con Glyn Johns, pero como este tendió a acentuar el lado más melódico de su música, se encomendaron a Bill Szymczyk tras completar tan solo dos canciones con Glyn Johns. Bill Szymczyk trajo a Don Felder para incorporar su guitarra en la canción "Good day in hell", y gracias a su aporte el grupo le invitó dos días más tarde a convertirse en el quinto Eagle.
Don Felder fue colaborando con una canción tras otra; en el tema Already Gone realiza el dúo de guitarra con Glenn Frey. Gracias a todo esto, On the border se convirtió en el primer álbum número 1 de The Eagles en Billboard, el 1 de marzo de 1975, por medio del sencillo "Best of my love", coronándoles así como la primera de las cinco bandas en las listas de éxitos.

### One of These Nights(1975)
Su siguiente disco, One of these nights, supuso una más agresiva propuesta de rock. El álbum muestra una de las más crecientes fuerzas de Henley y Frey componiendo en equipo, sobre todo en la pista que da título al álbum y con la ganadora de un Grammy, "Lyin 'Eyes". "One of these nights" fue número 1 en las listas de Billboard el 2 de agosto de 1975. La canción ha sido a menudo citada por Frey como su canción favorita de Eagles. El álbum también contiene el instrumental de Leadon "Journey of the Sorcerer", que es conocida por muchos como el tema del "The Hitchhiker's Guide to the Galaxy" ("Guía del autoestopista galáctico").
En este momento, los conflictos dentro de la banda se habían intensificado. Grabaciones y el estrés creado por la gira caldearon los ánimos, y los egos se enfrentaron. Entre el lanzamiento de One of these nights y la gira, Bernie Leadon abandonó el grupo, desilusionado con la dirección musical que la banda estaba tomando. La banda ya no se concentra en el country rock en la que sobresalió Leadon, y la contratación de Don Felder significaba que el papel de Leadon había disminuido significativamente. Leadon estaba saliendo con Patti Davis, hija de Ronald Reagan, en esos días -ellos habían coescrito "I Wish You peace" en un álbum-, lo que ocasionó tensiones políticas dentro del grupo. Joe Walsh, un solista y guitarrista ya reconocido por entonces, se unió al grupo en 1976 y aportó un lado mucho más roquero y desenfadado a la banda, algo que Frey y Henley estaban buscando.

### Hotel California(1976)
El siguiente álbum del grupo, Hotel California, terminó de catapultarlo a la cima de la fama y con él ganaron un Grammy. Salió en diciembre de 1976. "New Kid in Town" fue número uno en Billboard el 26 de febrero de 1977 y "Hotel California" alcanzó dicho puesto el 7 de mayo de 1977. Durante una entrevista en el programa 60 Minutes Don Henley afirmó: Es una canción sobre el lado oscuro del sueño americano, y sobre el exceso en los Estados Unidos, algo que conocíamos muy bien.
La canción "Hotel California" dura 6 minutos y medio y se les pidió que la recortaran para hacerla más comercial. Don Henley se negó. Fue el primer sencillo de esa longitud en llegar a lo alto de las listas de ventas.
"Life in the fast lane" también fue un gran éxito, convirtiéndose en una frase de efecto en el proceso y estableciendo la posición de Joe Walsh en la banda con su sonido más hard rock. La balada "Wasted Time" cerró la primera cara del álbum, mientras que un reprise instrumental de la misma abrió la segunda cara. El álbum concluye con "The Last Resort", la canción que Frey, a día de hoy, se refiere como mejor obra de Don Henley.
La información sobre la canción, en el lado B, tiene las palabras "V.O.L. Is Five-Piece Live", esto significa que la canción "Victim of Love" fue grabada en vivo, solamente con la banda, y no haciendo una mezcla de sonido en estudio. Don Henley lo confirma en el folleto interior de "The Very Best of the Eagles". "Hotel California" ha aparecido en varias listas de los mejores álbumes de todos los tiempos y además es el álbum de estudio de mayores ventas del grupo. Sólo en los EE. UU. ha vendido más de 16 millones de copias, y 32 millones a nivel mundial.
Después de la gira, Randy Meisner abandonó la banda y se mudó de regreso a su Nebraska natal, donde comenzó su carrera en solitario. La banda sustituye a Meisner con el mismo músico que había sucedido a él en la banda Poco, Timothy B. Schmit. En 1977, los miembros del grupo, menos Don Felder, realizaron algún trabajo instrumental y de coros para el álbum de Randy Newman "Little Criminals", incluyendo el polémico y sorpresivo éxito "Short People", que tiene coros de Frey y Schmit.
Los Eagles aportan su "visión agridulce" de la sociedad estadounidense a través de las ventanas de un hotel que representa metafóricamente el mundo de las drogas. "Hotel California" es uno de los discos más vendidos de la historia y su tema estrella.

### The Long Runy desintegración (1979-1980)
En 1977, Eagles entró en un estudio de grabación para producir su siguiente álbum de estudio, "The Long Run". El álbum tardó dos años para hacerse, pero cedió al grupo el quinto y último sencillo #1 en Billboard Hot, "Heartache tonight" (el 10 de noviembre de 1979). "Heartche tonight" fue coescrita por Frey y su amigo Bob Seger de Míchigan.
Eagles también contribuyó con el hit de Boz Scaggs "Look what you've done to me", el tema de amor de la película de 1980 "Urban Cowboy" ("vaquero urbano"), y han figurado sobre su banda sonora.
El 31 de julio de 1980, en Long Beach, California, el grupo sale en lo que ha sido descrito como "la noche larga en la playa incorrecta". Frey y Felder pasaron el concierto entero el uno contra el otro. "Sólo tres canciones más hasta que te dé unas patadas, amigo". Frey recuerda a Felder que está cerca el final del concierto, y Felder recuerda a Frey una amenaza similar durante "The best of my love".
Pareció ser el final de Eagles, aunque la banda todavía debiera a Warner Bros una grabación en vivo del tour. "The Eagles Live" (liberado en noviembre de 1980) fue mezclado por Frey y Henley.
El álbum supuso la ruptura de la formación pero resultó un éxito, con temas como "Heartache Tonight", "The Long Run" y "I Can't Tell You Why", pero los miembros de la banda ya habían decidido su futuro. El disco se grabó prácticamente a distancia, con los miembros de la banda a cientos o miles de kilómetros cada uno. Corría el año 1980. Don Henley, Glenn Frey y Joe Walsh iniciaron carreras en solitario.

## Tras la ruptura (1980-1994)

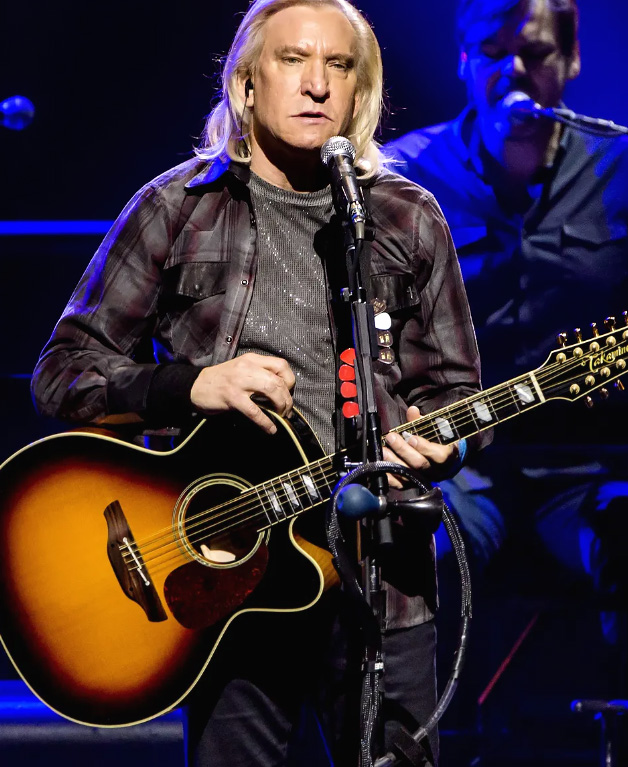
Joe Walsh en un concierto.

Después de la desintegración de Eagles, cada exmiembro intentó una carrera en solitario
Joe Walsh ya se había establecido como artista en solitario en los años 1970 y siguió trabajando individualmente mientras estaba en el grupo, pero no los demás.
Joe Walsh lanzó un álbum acertado en 1981, There goes the Neighborhood ("allí va la vecindad"); pero los álbumes siguientes a lo largo de los años 80, como Got any gum? ("¿Tienes goma de mascar?"), no fueron tan bien recibidos. Durante este tiempo, Walsh también grabó como músico de sesión para Dan Fogelberg, Steve Winwood y Emerson, Lake y Palmer, entre otros, y produjo y coescribió con Ringo Starr el álbum Old wave.
Don Henley alcanzó el mayor éxito en solitario comercialmente de cualquier antiguo Eagle. En 1982, lanzó I Can't Still, destacando el éxito "Dirty laundry".
Aquel álbum palideció en comparación con su siguiente lanzamiento de 1984, Building The Perfect Beast, que llegó al número 5 en la lista de Billboard y en las cadenas de radio de rock clásica. Otros éxitos de este álbum fueron "The Boys of Summer", "All she wants to do is dance" (9.º), "Not enough love in the world" (34.º) y "Sunset girl" (22.º).
Cinco años después publicó The end of the innocence. Este álbum también fue un éxito importante e incluyó los sencillos "The end of the innocence", "The last worthless evening" y "The heart of the matter". Su carrera en solitario fue corta debido a problemas contractuales con su sello discográfico que, finalmente, se resolvieron cuando Eagles volvió en 1994.
Glenn Frey también encontró el éxito en solitario en los años 80. En 1982, lanzó su primer álbum, No fun aloud. El sencillo "The one you love" alcanzó el puesto 15.º. El siguiente álbum lo publicó en 1984, The allnighter, en el que destacó la canción "Sexy girl"(22.º).
Alcanzó el segundo puesto en la lista con "The Heat Is On" perteneciente a la banda sonora de Beverly Hills. Tuvo otro segundo puesto en 1985 con "You belong to the city", de la banda sonora de Miami Vice, en la que destacó otra canción de Frey: "Smuggler's Blues". También contribuyó con las canciones "Flip City", la banda sonora de "Ghostbusters II" y "Part of me. Part of you", la banda sonora de "Thelma y Louise".
Don Felder también lanzó un álbum en solitario, y contribuyó con dos canciones a la banda sonora de la película: "Heavy metal (Takin' a ride)" (con Henley y Schmit en coros) y "All of you".
Timothy B. Schmit tuvo un éxito en 1987 con "Boy's night out".
Randy Meisner tuvo un éxito (14.º) con la canción "Hearts on fire" de 1981.

## Reunión (1994-2016)

### Hell Freezes Over(o "cuando el infierno se congele...") (1994-1999)
Catorce años después de la desintegración, un álbum country tributo a Eagles se tituló Common Thread: The songs of the Eagles y fue lanzado en 1993. Travis Tritt insistió en tener a los Eagles en su vídeo para Take It Easy y ellos estuvieron de acuerdo. El vídeo fue completado el año siguiente, y después de años de especulación pública, la banda finalmente se volvió a reunir. La alineación comprendió a los cinco miembros de la era de "The Long Run": Frey, Henley, Walsh, Felder y Schmit, complementados por músicos adicionales: Scott Crago (percusión), John Corey (teclados, guitarra y coros), Timothy Drury (teclados, guitarra y coros) y Al Garth (saxo y violín).
"Para que conste, nunca nos separamos, solamente nos tomamos unas vacaciones de 14 años", anunció Frey en su primera presentación en vivo en abril de 1994. La gira resultante dio luz a un álbum en vivo, titulado Hell Freezes Over (llamado así por la declaración que Henley repetía cuando le preguntaban cuándo se reuniría la banda: "Cuando el infierno se congele"), y debutó en el número 1 sobre el Billboard Album Chart, incluyendo cuatro nuevas canciones de estudio y 11 éxitos anteriores; "Get over it" y "Love will keep us alive" se convirtieron en singles. El álbum fue tan acertado como el viaje del tour, y vendió seis millones de copias en EE UU. Mientras, el tour fue interrumpido brevemente en septiembre de 1994 debido a la operación seria de Frey, esta continuó en 1995 y siguió en 1996.
En 1998, los Eagles fueron incluidos en el Rock and Roll Hall of Fame (Salón de la Fama del Rock and Roll). Para la ceremonia de inducción, los siete miembros de los Eagles (Frey, Henley, Felder, Walsh, Schmit, Leadon y Meisner) tocaron juntos dos canciones: Take It Easy y Hotel California. Siguieron varios viajes subsecuentes seguidos (sin Leadon ni Meisner), notable por el precio de las entradas.

### El nuevo milenio (1999-2001)
Eagles ofreció un concierto en el Staples Center de Los Ángeles el 31 de diciembre de 1999. Este concierto grabó la vez pasada a Don Felder tocando con la banda y éstos muestran (incluido en el lanzamiento planificado del vídeo) parte del pleito que Felder más tarde archivó contra sus antiguos compañeros de la banda.
El concierto fue lanzado en CD como parte de cuatro discos de Selected Works: 1972-1999, en noviembre de 2000. Con el concierto del milenio, este trabajo incluyó los sencillos de la banda, pistas de álbumes, así como cortes de las sesiones de The Long Run. The Selected Works vendió aproximadamente 267,000 copias en aproximadamente 60 dólares la unidad.
El grupo volvió de gira una vez más en 2001 con los siguientes miembros: Frey, Henley, Walsh, Schmit, Steuart Smith (guitarras, mandolina, teclados y coro de voz; quien sustituyó a Don Felder, que fue despedido a principios de 2001), Michael Thompson (teclados y trombón), Will Hollis (teclados y coros), Scott Crago (tambores y percusión), Bill Armstrong (trompeta), Al Garth (saxo y violín), Christian Mostert (saxo) y Gregory Smith (saxo y percusión).

### Don Felder demanda a Eagles (2001-2002)

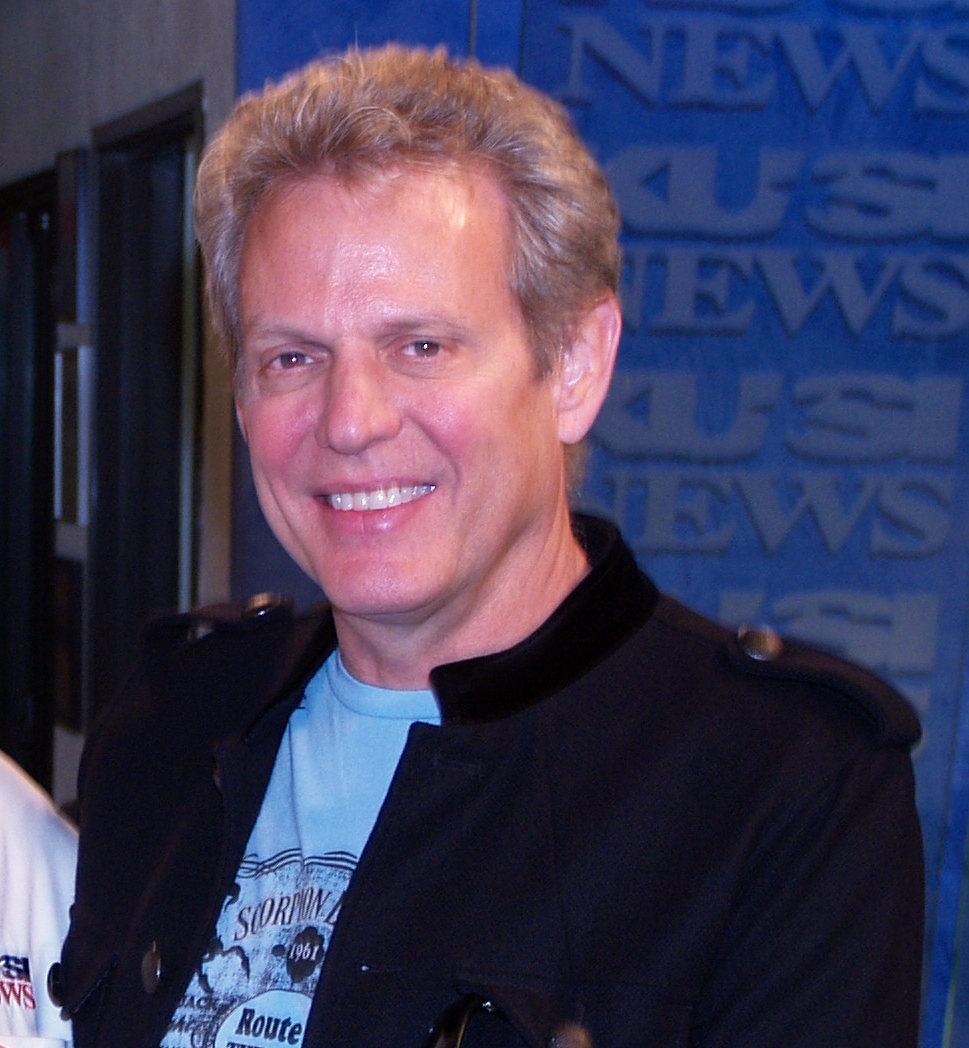
Don Felder.

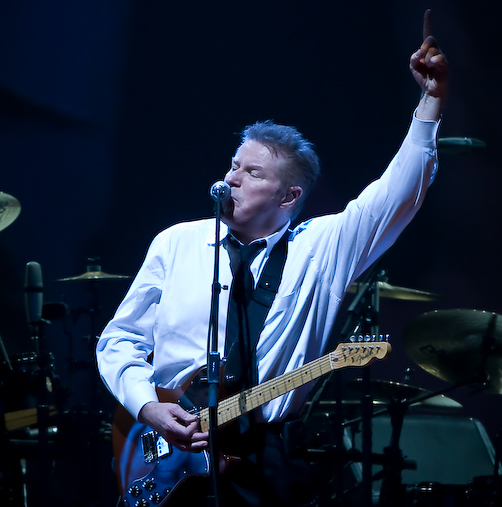
Don Henley.

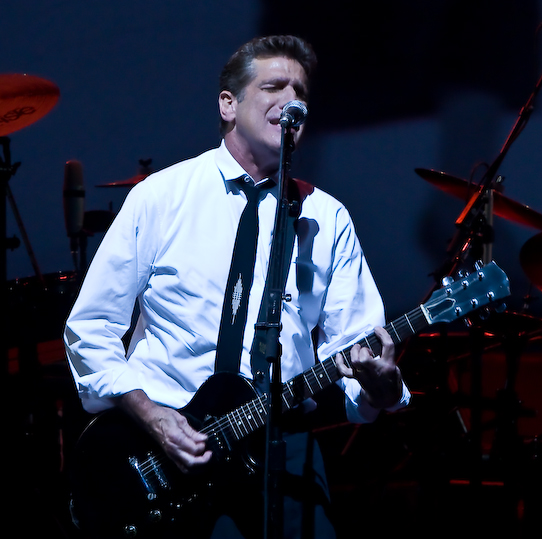
Glenn Frey.

Eagles se fundaron en 1971 por Henley, Frey, el bajista Randy Meisner y el guitarrista Bernie Leadon. Tras los éxitos de Witchy Woman y Take It Easy, Felder se unió a la banda en 1974 y entró en el accionariado de Eagles Ltd.
El 6 de febrero de 2001 Don Felder fue despedido de Eagles. Respondió demandando a Eagles, Ltd,, Don Henley y Glenn Frey por despido improcedente, por dividir las ganancias de forma no equitativa, por no proporcionarle información financiera y por quebrantamiento de contrato. Demandó una cantidad de unos 50 millones de USD por pérdidas potenciales y la disolución de Eagles Ltd., que era la empresa que gestionaba los derechos de banda, sus grabaciones y otras propiedades.
El abogado de Henley y Frey, Daniel M. Petrocelli dijo:

‘"He's not offering to return the 15 or 20 million he made since 1994, is he? Everything in that complaint is: 'I regret what I did, even though I made $15 or $20 million, and I want to rewrite history.' Felder jumped at the chance to get back in this band when it reunited, because it made him a lot of money."‘
‘Felder no se ofrece a devolver 15 o 20 millones de USD que ha ganado desde 1994, ¿verdad? Todo lo que dice en su demanda es: Lamento lo que hice, aunque gané 15 o 20 millones de USD, y quiero reescribir la historia. Felder vino corriendo a entrar a la banda cuando se volvió a juntar porque le daría mucho dinero.’

En agosto de 2001 Henley y Frey contrademandaron a Felder alegando que había roto su contrato al escribir un libro en el que contaba toda su vida en la banda. El libro titulado Heaven and Hell: My Life in the Eagles (1974–2001) canceló su venta en Estados Unidos en septiembre de 2001. El 28 de abril de 2008 la editorial John Wiley & Sons lo volvió a publicar en Estados Unidos. En el Reino Unido se publicó el 1 de noviembre de 2007.
El 23 de enero de 2002 se fijó fecha de juicio para septiembre de 2006 y se archivó el 8 de mayo de 2007 tras haberse alcanzado un acuerdo extrajudicial por una cantidad no publicada.

### "Hole in the World" (2003-2006)
En 2003, Eagles dio a conocer un nuevo álbum de éxitos "The Very Best of The Eagles". La recopilación doble fue la primera que abarcaba toda su carrera desde "The Long Run". El álbum también incluye un nuevo sencillo (11 de septiembre), el tema "Hole in the World". El álbum debutó en el #3 en las listas de Billboard y con el tiempo obtuvo la condición de triple platino.
En 2003, Warren Zevon, un viejo amigo de las "águilas", comenzó a trabajar en su último álbum, "The wind", con la asistencia de Henley, Walsh y Schmit.
El 14 de junio de 2005, las "águilas" lanzaron un DVD doble titulado "Farewell 1 Tour-Live from Melbourne", que incluía dos nuevas canciones: "No more cloudy days" (de Glen Frey) y "One day at a time" (de Joe Walsh). Una edición especial de 2006 publicada en exclusiva para Wal-Mart y tiendas incluye un bonus CD de audio con tres nuevas canciones: una versión de estudio de "No more cloudy days" más "Fast company" y "Do something", que más adelante serán publicadas en su nuevo álbum "Long Road Out of Eden"

### Long Road Out of Eden (2007-2016)

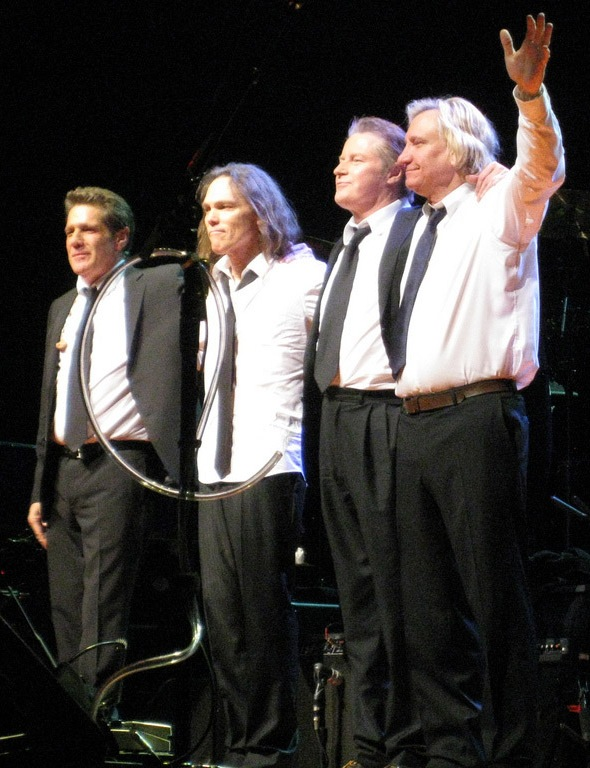
Eagles en 2008.

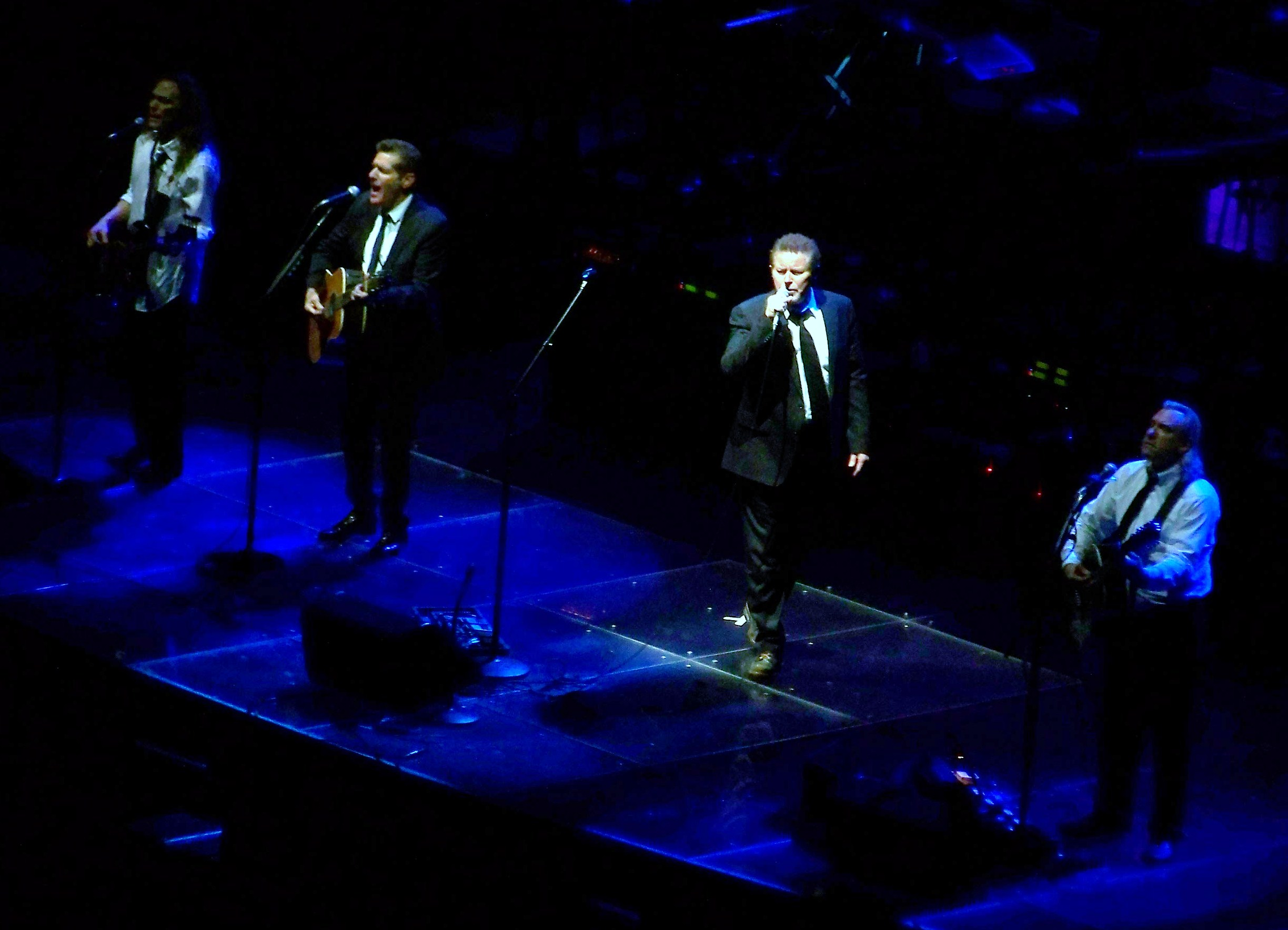
Eagles en Berlín en 2009.

En 2007, The Eagles eran: Frey, Henley, Walsh y Schmit. El 20 de agosto de 2007, "How Long", escrita por J.D. Souther -que había trabajado previamente con Eagles en algunos de sus más grandes éxitos, como "Best of my love", "Victim of love", "Heartache tonight" y "New Kid in Town"-, fue lanzada como un sencillo en la radio con un vídeo de acompañamiento en línea en Yahoo! Música y debutó en la televisión sobre la CMT en el Top 20 Countdown el 23 de agosto de 2007. La banda interpretó la canción como parte de sus sets en vivo en los comienzos y mediados de los 70, pero no la grabó en su momento, debido al deseo de J. D. Souther de utilizarla en su primer álbum en solitario.
El 30 de octubre de 2007 Eagles lanzó Long Road Out of Eden, su primer álbum de material nuevo desde 1979. Para el primer año después del lanzamiento inicial del álbum, estaba disponible en los EE. UU. exclusivamente a través de la web del grupo, Wal-Mart y Sam's Club, y estuvo disponible comercialmente a través de las tiendas tradicionales de otros países. El álbum debutó en el #1 en los EE UU, el Reino Unido, Australia, Nueva Zelanda, Países Bajos y Noruega. Se convirtió en su tercer álbum de estudio, el séptimo de su lanzamiento, para ser certificadas al menos siete veces platino por la RIAA. En una entrevista con CNN, Don Henley, declaró: "Este es probablemente el último álbum de Eagles que haré".
El 28 de enero de 2008, fue lanzado el segundo sencillo de "Long Road Out of Eden", "Busy Being Fabulous", que alcanzó el #28 en los EE UU Billboard Hot Country Songs Chart y el #12 en los EE UU Billboard Hot Adult Contemporary Tracks Chart.
Los Eagles ganaron el premio Grammy 2008: Best Country Performance by a Duo or Group with Vocal (Mejor Presentación Country por un Dúo o Grupo con Vocal) por "How long". Es el quinto Grammy de la banda.
El 20 de marzo de 2008, los Eagles anunciaron su gira mundial en apoyo de Long Road Out of Eden en el O2 Arena en Londres, Inglaterra. The Farewell Tour 1 llegó a la conclusión de su último lugar de América actualmente programado el 9 de mayo de 2009 en el Estadio Rio Tinto en Sandy, Utah. Fue el primer concierto celebrado en el nuevo estadio de fútbol. El grupo estaba de gira en Europa. La fecha de su última gira programada fue 22 de julio de 2009, en Lisboa (Portugal), pasando antes por España, Italia, Alemania, Irlanda, Escocia, Bélgica, República Checa, Suiza, Austria, Finlandia, Dinamarca, Suecia, Inglaterra y Países Bajos.
En diciembre de 2009, se anunció en el sitio web de la industria de conciertos Pollstar que The Eagles colideraría una gira con Fleetwood Mac en el verano y el otoño de 2010. La gira se realizaría en los estadios y escenarios en América del Norte y Europa.
El 18 de enero de 2016 Glenn Frey fallece debido a complicaciones derivadas de una serie de enfermedades. Tras casi dos meses después de la muerte de Glenn Frey, Don Henley comunicó que la banda se separaba definitivamente.
Sin embargo, la banda se reunió para una serie de conciertos conocidos como Classic West y Classic East en julio de 2017, junto a Fleetwood Mac, Journey, The Doobie Brothers, Earth Wind & Fire y Steely Dan. Esta nueva formación de la banda, además de Henley, Walsh y Schmit, contó con Deacon Frey reemplazando a su difunto padre y el aclamado cantautor de música country Vince Gill.

### Gira de despedida.
En 2023 anunciaron las primeras fechas de su gira de despedida, lo que marcará su retiro de los escenarios, dicho tour durará hasta el 2025. Se iniciará el 7 de septiembre en New York.

## Miembros del grupo

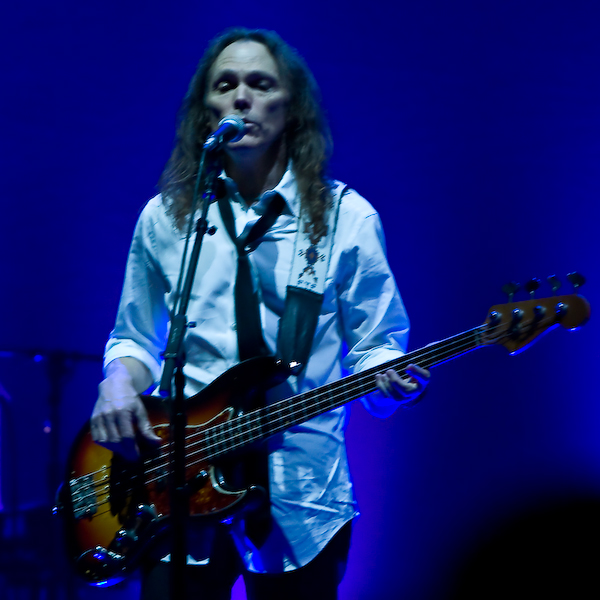
Timothy B. Schmit sustituyó a Randy Meisner en 1977.

### Actuales
- Don Henley: percusión, guitarra y voz (1971–80, 1994–presente). Nació el 22 de julio de 1947 en Gilmer, Texas. Dejó la universidad para pasar tiempo con su padre, que moría de una enfermedad del corazón.

- Joe Walsh: guitarra, teclados y voz (1975–80, 1994–presente). Nació el 20 de noviembre de 1947 en Wichita, Kansas. Sustituyó a Bernie Leadon a mediados de los 70's.

- Timothy B. Schmit: bajo, guitarra y voz (1977–80, 1994–presente). Nació el 30 de octubre de 1947 en Oakland, California, y se crio en Sacramento, California. Sustituyó a Randy Meisner.

### Anteriores
- Don Felder: guitarra, mandolina, teclados, pedal steel guitar y voz (1974–80, 1994–2001). Nació el 21 de septiembre de 1947 en Gainesville, Florida. Le despidieron en 2001, dando lugar a una batalla jurídica de seis años que terminó con un acuerdo extrajudicial por una cantidad no publicada.[10]

- Randy Meisner: bajo, guitarra, guitarrón y voz (1971–77). Nació el 8 de marzo de 1946 en Scottsbluff, Nebraska. Abandonó el grupo en 1977 para dedicarle tiempo a su familia. Falleció el 26 de julio de 2023.[15]

- Glenn Frey: guitarra, teclados, armónica y voz (1971–80, 1994–2016). Nació el 6 de noviembre de 1948 en Detroit, Míchigan. Huyó de los fríos inviernos y del mediocre ambiente musical de las fraternidades universitarias y los escenarios de los bares de Míchigan, aportando un patrimonio de rhythm and blues. Falleció el 18 de enero de 2016.

- Bernie Leadon: guitarra, mandolina, banjo, pedal steel guitar y voz (1971–75, 2013-2016). Nació el 19 de julio de 1947 en Mineápolis, Minnesota. Excepcional músico, cuya pasión por el country y el bluegrass marcó el rumbo inicial del grupo. Dejó la banda en 1975 y volvió por un breve periodo durante la gira 2013 a 2016.

## Discografía

### Álbumes de estudio
- 1972 Eagles #22 EE UU (Platino)
- 1973 Desperado #41 EE UU (2x Platino), #39 Reino Unido
- 1974 On the Border #17 EE UU (2x Platino), #28 Reino Unido
- 1975 One of These Nights #1 EE UU (4x Platino), #8 Reino Unido
- 1976 Hotel California #1 EE UU (26x Platino), #2 Reino Unido
- 1979 The Long Run #1 EE UU (7x Platino), #4 Reino Unido
- 2007 Long Road Out Of Eden #1 EE UU (7x Platino), #1 Reino Unido

### Recopilatorios y en directo
- 1976 Their Greatest Hits (1971-1975) (recopilatorio) #1 EE UU (38x Platino[16]), #1 álbum más vendido en los EE. UU., #2 Reino Unido, #1 Mundo.
- 1980 Eagles Live #6 EE. UU. (7x Platino), #24 Reino Unido
- 1982 Eagles Greatest Hits, Vol. 2 (recopilatorio) #52 EE UU (11x Platino)
- 1984 The best of the Eagles (recopilatorio para Europa) #8 Reino Unido
- 1994 The very best of The Eagles (1994) (recopilatorio para Europa) #4 Reino Unido
- 1994 Hell Freezes Over (álbum en vivo) #1 EE UU (8x Platino), #18 Reino Unido
- 2000 Selected Works: 1972-1999 (box set) #109 EE UU (1x Platino)
- 2001 The Very Best of The Eagles (2001) (recopilatorio para Europa) #3 Reino Unido
- 2003 The Very Best of the Eagles (2003) (Recopilatorio) #3 EE UU (3x Platino), #27 Reino Unido (denominado The Complete Greatest Hits en Europa)
- 2005 Eagles (box set)
- 2020 Live from the Forum MMXVIII (álbum en vivo)

### Sencillos
- de Eagles
  - 1972 "Take It easy" #12 EE UU
  - 1972 "Witchy woman" #9 EE UU
  - 1972 "Peaceful easy feeling" #22 EE UU
- de Desperado
  - 1973 "Tequila Sunrise" #64 EE UU
  - 1973 "Outlaw man" (Hombre forajido) #59 EE UU
- de On the Border
  - 1974 "Already gone" #32 EE UU
  - 1974 "Best of my love" #1 EE UU
  - 1974 "James Dean" #77 EE UU
- de One of these nights
  - 1975 "One of these nights" #1 EE UU, #23 Reino Unido
  - 1975 "Lyin' Eyes" #2 EE UU, #23 Reino Unido
  - 1975 "Take It to the Limit" #4 EE UU, #12 Reino Unido
- de Hotel California
  - 1976 "New Kid in Town" #1 EE UU, #20 Reino Unido
  - 1977 "Hotel California" #1 EE UU, #8 Reino Unido
  - 1977 "Life in the Fast Lane" #11 EE UU
- non-álbum single
  - 1978 "Please Come Home for Christmas" #18 EE UU, #30 Reino Unido
- de The Long Run
  - 1979 "Heartache Tonight" #1 EE. UU., #40 Reino Unido
  - 1979 "The Long Run" #8 EE UU
  - 1980 "I Can't Tell You Why" #8 EE UU
- de Eagles Live
  - 1980 "Seven Bridges Road" #21 EE UU
- de Hell Freezes Over
  - 1994 "Get Over It" #31 EE UU
  - 1994 "Love will keep us alive" #1 (Adult Contemporary) EE UU
  - 1994 "The girl from yesterday" #88 (Hot Country Songs)
  - 1994 "Learn to be still" #15 (Adult Contemporary)
- de The Very Best of the Eagles
  - 2003 "Hole in the World" #69 EE UU
- de Long Road Out of Eden
  - 2005 " No More Cloudy Days"
  - 2007 "How long"
  - 2007 "Busy Being Fabulous"
  - 2008 "What do I do with my heart"
  - 2009 "I don't Want to hear anymore"

### Autores de las canciones
| - Take It Easy. - Jackson Browne - Glenn Frey - Witchy Woman - Don Henley - Bernie Leadon - Peaceful Easy Feeling - J Tempchin - Doolin-Dalton - Glenn Frey - J. D. Souther - Don Henley - Jackson Browne - Desperado - Don Henley - Glenn Frey - Tequila Sunrise - Don Henley - Glenn Frey - Best Of My Love - Don Henley - Glenn Frey - J. D. Souther | - James Dean - Jackson Browne - Glenn Frey - J. D. Souther - Don Henley - I Can't Tell You Why - Timothy B. Schmit - Don Henley - Glenn Frey - Lyin' Eyes - Don Henley - Glenn Frey - Take It To The Limit - Randy Meisner - Don Henley - Glenn Frey - One Of These Nights - Don Henley - Glenn Frey - Hotel California - Don Felder - Don Henley - Glenn Frey | - New Kid In Town - Don Henley - Glenn Frey - J. D. Souther - Life In The Fast Lane - Don Henley - Glenn Frey - J. D. Souther - Heartache Tonight - Don Henley - Glenn Frey - B. Seger - J. D. Souther - The Long Run - Don Henley - Glenn Frey |

## Documentales
- History of the Eagles Part One (2013), 19 de enero de 2013 (EE. UU.). Director: Alison Ellwood.[17]